# Chandler (West-Australië)
Chandler is een plaats in de regio Wheatbelt in West-Australië.

## Geschiedenis
Ten tijde van de Europese kolonisatie vormde de streek de grens tussen de leefgebieden van de Njakinjaki Nyungah en de Kalamaia Aborigines.
In 1924 vond landbouwer J.Chandler aluniet in de omgeving van het in 1836 door John Septimus Roe ontdekte 'Lake Campion', een zoutmeer. Uit het aluniet kon potas, gebruikt voor de productie van kunstmest voor de landbouw, worden gewonnen. Toen Japan tijdens de Tweede Wereldoorlog het eiland Nauru bezette, een leverancier van fosfaten voor kunstmest, vestigde de overheid de 'State Alunite Industry' ten westen van 'Lake Campion', om er het aluniet te winnen. In 1942 werden nabij de productiesite kavels voorzien voor een dorp. Het jaar erop werd Chandler officieel gesticht en vernoemd naar J. Chandler, de landbouwer die het aluniet had ontdekt
Toen de invoer van aluniet na de oorlog terug op gang kwam beëindigde de overheid de alunietwinning. Het bedrijf 'Australian Plaster Industries' (API) startte er in 1949 een gipsfabriek op en produceerde gips en gipsplaten. Chandler kende in die tijd een bloeiperiode. Het had twee hoofdstraten, zeventig huizen, een telefooncentrale, een school en een elektriciteitscentrale. In 1952 stopte API haar bedrijvigheden nabij Chandler. Een jaar later werd het hele dorp verkocht.

## 21e eeuw
Chandler maakt deel uit van het lokale bestuursgebied (LGA) Shire of Nungarin, een landbouwdistrict. In 2021 telde het 18 inwoners tegenover 104 inwoners in 2006.

## Toerisme
De ruïnes van de gipsfabriek kunnen bezocht worden.
Rond 'Lake Campion' kan men vogels spotten. Vanop 'Mount Moore' in het 'Talgomine Reserve' heeft men een weids uitzicht over het natuurreservaat en 'Lake Campion'.

## Transport
Chandler ligt aan de Chandler-Merredin Road die in verbinding staat met de Great Eastern Highway. Het ligt 303 kilometer ten oostnoordoosten van de West-Australische hoofdstad Perth, 54 kilometer ten noorden van Merredin en 20 kilometer ten oosten van Nungarin, de hoofdplaats van het bestuursgebied waar Chandler deel van uitmaakt.